# Assads
Assads  (in arabo اصادص‎?) è un centro abitato e comune rurale del Marocco situato nella provincia di Taroudant, regione di Souss-Massa. Conta una popolazione di 4 650 abitanti (censimento 2014).